# 花柳性淋巴肉芽腫
花柳性淋巴肉芽腫，是一種由砂眼披衣菌引起的性病，特別盛行於亞、熱帶地區。其男性患者遠多於女性患者。

## 症狀
經過1-3週的潛伏期後，受感染患處（通常是性器官）會出現一個小水泡。由於沒有出現痛楚，很快就不留疤痕的痊癒，故常不被注意。當以為感染就此結束，但更常在數週之後進行到第二階段，即鼠蹊部的淋巴結腫大，叢集在一起，且有壓痛。其上的皮膚漸漸變紅，然後破開，形成一些引流竇。可能再度痊癒。可是在往後許多年常會週期性復發。這個感染的另一種可能結果就是陰莖或是陰唇腫大，然後變成象皮病。

## 外部連結
- 微生物免疫學-Chlamydia trachomatis(砂眼披衣菌) （页面存档备份，存于）